# Cene
Cene est une commune de la province de Bergame dans la région  Lombardie en Italie.

## Administration
| Période                                  | Période  | Identité       | Étiquette | Qualité |
| ---------------------------------------- | -------- | -------------- | --------- | ------- |
| 14 juin 2004                             | En cours | Giorgio Valoti |           |         |
| Les données manquantes sont à compléter. |          |                |           |         |

### Communes limitrophes
Albino, Bianzano, Casnigo, Cazzano Sant'Andrea, Fiorano al Serio, Gaverina Terme, Gazzaniga, Leffe

## Sport
- Virtus CiseranoBergamo 1909